# Diego de Ledesma
Diego de Ledesma (Cuéllar, 1519-Roma, 18 de noviembre de 1575) fue un teólogo, profesor, escritor y religioso español del siglo XVI, autor de varios tratados educativos para la Compañía de Jesús.

## Biografía
Nació en Cuéllar (Segovia) en 1519 y cursó sus primeros estudios en el Estudio de Gramática de su villa natal. Pasó después a la Universidad de Alcalá de Henares, completando su formación en las de París y Lovaina. En la Universidad Católica de esta última ciudad conoció a un grupo de padres de la Compañía de Jesús, por cuya vida y servicio se interesó hasta el punto de ingresar en la compañía en 1556. Se trasladó a Roma, donde fue recibido por el padre Diego Laínez el 3 de febrero de 1557, unos meses después de fallecer san Ignacio de Loyola. Desde novicio empezó a enseñar en el colegio romano, donde desarrolló durante dieciocho años una intensa actividad docente y ocupó el cargo de prefecto de los estudiantes.
El plan de estudios marcado durante su profesorado es considerado el inicio de la famosa Ratio Studiorum de los jesuitas trazada después por el padre Claudio Acquaviva. Considerado un excelente catequista, fue predecesor también en este aspecto de los padres Jerónimo Martínez de Ripalda y Gaspar Astete; su conocido catecismo alcanzó gran renombre en toda Europa, y fue traducido al inglés, francés, italiano, polaco, griego y lituano, y reeditado varias veces en España. Además, escribió numerosas obras de teología, gramática y otras disciplinas, todas ellas destinadas a la educación en la compañía. Falleció en Roma el 18 de noviembre de 1575.

## Obras
- Assertiones theologicae disputandae in templo Societatis Jesu, tempore electionis Prepositi Generalis (Roma, 1558).
- Grammatica brevi, et perspicua methodo comprehensa ad usum collegii romani Societatis Jesus (Venecia, 1559).
- De divinis scripturis quavis passim lingua non legendis: simul et de sacrifico Missae Coeterisque officiis in eclesia Christi hebraea tantum Graeca, aut latina lingua celebrandis (Colonia, 1570).
- De la manier de catechiser (Roma, 1573).
- Doctrina cristiana (traducido en 1623 al inglés, en 1713 al francés y en 1863 al canadiense, al griego, al italiano, al lituano y al polaco).
- Disputatio de matrimonio infidelium.
- Tabella brevis totius summae theologiae Sancti Thomae.
- Compendium casuum constientiae.